# Серро-Эскорьяль
Серро-Эскорьяль, или Эскорьяль (исп. Cerro Escorial) — стратовулкан на границе Аргентины и Чили. Серро-Эскорьяль расположен в вулканической цепи Коррида-де-Кори и является самым молодым вулканом этой цепи. Вершину вулкана венчает хорошо сохранившийся кратер диаметром около 1 километра. 
Вулканические потоки были найдены на обеих сторонах вулкана. Основная часть лавовых потоков расположена на юго-западной стороне вулкана на территории Чили в 3-4 километрах от кратера. Возраст этих потоков был оценён примерно в 342 000 лет. Небольшая часть лавовых потоков лежит на территории Аргентины на северо-восточной стороне вулкана. Их относят к эпохе голоцена.
В регионе сохраняется высокая гидротермальная активность (горячие источники, фумаролы), что косвенно свидетельствует о потенциальной активности вулкана. В четырёх километрах на юго-запад от вершины вулкана расположена серная шахта, действовавшая до 1983 года.